# Massacre d'Ipil
La Massacre d'Ipil va succeir el matí del 4 d'abril de 1995 en el municipi d'Ipil, a la provincia de Zamboanga Sibugay, quan 200 membres armats del grup terrorista Abu Sayyaf van obrir foc contra civils, domicilis, robar bancs, segrestar 30 persones i finalment cremar el centre de la ciutat.
Els militants suposadament haurien arribat a la ciutat en barca i autobús, una part d'ells anaven vestits amb uniformes militars.
El cap de la Policia de la ciutat va ser assassinat en l'atac i prop de mil milions de pesos filipins van ser robats de vuit bancs. Unitats de l'exèrcit van perseguir alguns dels atacants fins a unes muntanyes properes, els oficials van afirmar que els rebels van saquejar granges i usaven els civils com a escuts humans mentre escapaven de la ciutat. Uns 40 atacants, que haurien pres ostatges, van ser acorralats en una escola a l'oest d'Ipil el 6 d'abril per una unitat d'elit de l'exèrcit. Durant l'enfrontament van morir 11 civils segons el canal de televisió GMA.